# پریکو
پریکو (به اسپانیایی: Perico) شهری در کشور آرژانتین، ایالت خوخوی است که در سال ۲۰۰۹ میلادی، حدود ۳۶٬۳۲۰ نفر جمعیت داشته است.